# Johannes (kejser)
Johannes (fødselsår ukendt; død 425) var som tronraner vestromersk kejser fra 423 til 425.

## Kejser, kortvarigt
Den første vestromerske kejser, Honorius, døde i august 423, og det stod uklart, hvem der skulle overtage kejserembedet. Johannes, der indtil da havde været en højtstående embedsmand med titlen primicerius notarium, benyttede chancen og lod sig udråbe til kejser. Johannes blev dog ikke anerkendt som kejser af alle, frem for alt ikke af den østromerske kejser Theodosius 2., der ønskede, at kejserembedet skulle forblive i hans egen familie. Theodosius udråbte derfor Honorius' nevø Valentinian til kejser, hvorefter han sendte sin hær mod Italien for at afsætte Johannes. Johannes ventede forgæves på Flavius Aëtius' hunniske hjælpetropper og blev slået ved Ravenna. I maj 425 blev han afsat og fik en hånd hugget af, og et par måneder senere blev han halshugget.
Tre dage efter Johannes død kom Aëtius til Italien i spidsen for en betragtelig hunnisk hær. Parterne følte hinanden på tænderne, hvorefter Galla Placidia, der fungerede som regent for sin søn, og Aëtius indgik en aftale, der blev fundamentet for det politiske landskab i det vestromerske rige i de følgende 30 år. Hunnerne blev betalt for deres ulejlighed og Aëtius blev udnævnt til magister militum (øverstkommanderende for den Vestromerske hær). Historikeren Adrian Goldsworthy skrev at de udsendte afdelinger af den østromerske hær og flåde måtte kæmpe hårdt, og have hjælp af en pæn portion svig, før det lykkedes at besejre Johannes.